# Hyalinobatrachium
Hyalinobatrachium is een geslacht van kikkers uit de familie glaskikkers (Centrolenidae). De groep werd voor het eerst wetenschappelijk beschreven door Pedro Miguel Ruíz-Carranza & John Douglas Lynch in 1991.
Er zijn 31 soorten die voorkomen in Midden- en Zuid-Amerika; Argentinië, Brazilië en Mexico. Er worden regelmatig nieuwe soorten ontdekt, zoals Hyalinobatrachium dianae in 2015 en Hyalinobatrachium yaku in 2017.

## Soorten
Geslacht Hyalinobatrachium
- Soort Hyalinobatrachium anachoretus
- Soort Hyalinobatrachium aureoguttatum
- Soort Hyalinobatrachium bergeri
- Soort Hyalinobatrachium cappellei
- Soort Hyalinobatrachium carlesvilai
- Soort Hyalinobatrachium chirripoi
- Soort Hyalinobatrachium colymbiphyllum
- Soort Hyalinobatrachium dianae
- Soort Hyalinobatrachium duranti
- Soort Hyalinobatrachium esmeralda
- Soort Hyalinobatrachium fleischmanni
- Soort Hyalinobatrachium fragile
- Soort Hyalinobatrachium guairarepanense
- Soort Hyalinobatrachium iaspidiense
- Soort Hyalinobatrachium ibama
- Soort Hyalinobatrachium kawense
- Soort Hyalinobatrachium mesai
- Soort Hyalinobatrachium mondolfii
- Soort Hyalinobatrachium munozorum
- Soort Hyalinobatrachium orientale
- Soort Hyalinobatrachium orocostale
- Soort Hyalinobatrachium pallidum
- Soort Hyalinobatrachium pellucidum
- Soort Hyalinobatrachium ruedai
- Soort Hyalinobatrachium talamancae
- Soort Hyalinobatrachium tatayoi
- Soort Hyalinobatrachium taylori
- Soort Hyalinobatrachium tricolor
- Soort Hyalinobatrachium valerioi – Witgevlekte glaskikker
- Soort Hyalinobatrachium vireovittatum

In 2017 werd een nieuwe soort beschreven die vanwege het sterk doorschijnende lichaam in de media werd belicht; Hyalinobatrachium yaku uit Ecuador.
Celsiella · Hyalinobatrachium